# Брен ла Вил
Брен ла Вил (фр. Bréhain-la-Ville) насеље је и општина у североисточној Француској у региону Лорена, у департману Мерт и Мозел која припада префектури Брије.
По подацима из 2011. године у општини је живело 308 становника, а густина насељености је износила 30,56 становника/km². Општина се простире на површини од 10,08 km². Налази се на средњој надморској висини од 443 метара (максималној 441 m, а минималној 339 m).

## Демографија
| 1962. | 1968. | 1975. | 1982. | 1990. | 1999. | 2011. |
| ----- | ----- | ----- | ----- | ----- | ----- | ----- |
| 197   | 225   | 223   | 175   | 183   | 227   | 308   |

График промене броја становника у току последњих година